# Dunswell
Dunswell är en ort i Storbritannien.   Den ligger i grevskapet East Riding of Yorkshire och riksdelen England, i den sydöstra delen av landet, 250 km norr om huvudstaden London. Dunswell ligger 2 meter över havet och antalet invånare är 1 682.
Terrängen runt Dunswell är platt. Runt Dunswell är det mycket tätbefolkat, med 2 811 invånare per kvadratkilometer. Närmaste större samhälle är Kingston upon Hull, 6,7 km söder om Dunswell. Runt Dunswell är det i huvudsak tätbebyggt.